# Equipe 84
Equipe 84 war eine italienische Beatband, die zwischen 1962 und 1979 sowie wieder von 1984 bis 2012 aktiv war. Sie gilt als „populärster Vertreter der Beatszene in Italien“.

## Bandgeschichte
Die Band ging aus der Fusion zweier Musikgruppen aus Modena hervor, Giovani Leoni (zuvor Le Tigri) und Paolo & i Gatti (mit letzterer hatte auch Francesco Guccini eine Zeit lang gespielt). Die Gründungsformation der neuen Gruppe Equipe 84 bestand aus Victor Sogliani, Maurizio Vandelli, Franco Ceccarelli und Alfio Cantarella. Die Zahl 84 leitete sich aus dem summierten Alter der Bandmitglieder ab und nahm gleichzeitig Bezug auf den italienischen Brandy Stock 84. Als erste Single veröffentlichte sie Canarino va, die Vereinshymne eines Fußballclubs aus Modena. Sie erhielt einen ersten Plattenvertrag beim Label Vedette und debütierte dort offiziell mit den Singles Papà e mammà und Ora puoi tornare. Schon 1965 folgte, nach weiteren Singles, das selbstbetitelte Debütalbum der Band.
Mit Un giorno tu mi cercherai ging Equipe 84 beim Sanremo-Festival 1966 ins Rennen, gelangte jedoch nicht ins Finale. Die Singleveröffentlichung enthielt als B-Seite das von Guccini geschriebene Lied L’antisociale. Nach dem Wechsel zum Plattenlabel Dischi Ricordi gelang der Band eine Reihe von Erfolgen: Mit Io ho in mente te (italienische Fassung von You were on my mind) gewann sie den Wettbewerb Cantagiro 1966, die B-Seite Resta (ein Cover des Liedes Stay (Just a Little Bit Longer)) war ebenfalls sehr erfolgreich. In der Bundesrepublik wurden beide Coverversionen vom Label Italia veröffentlicht. Das Sonny-Bono-Cover Bang Bang konnte daran anknüpfen, dessen B-Seite Auschwitz stammte erneut aus der Feder von Guccini. Das erste Album bei Ricordi war Io ho in mente te.
Das von Lucio Battisti und Mogol geschriebene Lied 29 settembre brachte der Band 1967 ihren ersten Nummer-eins-Hit ein; die B-Seite È dall’amore che nasce l’uomo war wieder von Guccini. Ähnlich erfolgreich war auch die nächste Single Nel cuore, nell’anima. 1968 erschienen die Singles Un anno und Un angelo blu (Coverversionen von Traffic bzw. Honeybus) sowie das nächste Album Stereoequipe, das erste italienische Musikalbum, das ausschließlich im Stereoformat veröffentlicht wurde. Ein zweiter Nummer-eins-Hit gelang Equipe 84 1969 mit Tutta mia la città, Cover eines Liedes von The Move, gefolgt von der Single Pomeriggio ore sei.
1970 wurde Schlagzeuger Alfio Cantarella im Besitz von Haschisch erwischt und verhaftet. Dieses Ereignis bedeutete einen Einschnitt in der Karriere der Band. Nach der Veröffentlichung des von Paolo Conte geschriebenen Liedes Il sapone, la pistola, la chitarra e altre meraviglie verließ Franco Ceccarelli die Band. Die verbliebenen Mitglieder Vandelli und Sogliani nahmen mit zusätzlichen Musikern das Album ID auf und benannten sich danach auf Initiative von Vandelli in Nuova Equipe 84 um (die Besetzung umfasste zusätzlich den späteren PFM-Frontmann Franz Di Cioccio und Dario Baldan Bembo). Mit dem Lied 4 marzo 1943 nahm diese Formation zusammen mit Lucio Dalla am Sanremo-Festival 1971 teil und erreichte den dritten Platz.
Nach der Single Casa mia und dem gleichnamigen Album stieg Di Cioccio wieder aus; es folgten die Singles Una giornata al mare (wieder von Conte) und Pullman. Mit der Rückkehr von Schlagzeuger Cantarella 1973 und dem Wechsel zum Label Ariston Records nahm man wieder den alten Namen an und veröffentlichte zwei Singles (darunter Diario) und das Album Dr. Jekyll e Mr. Hyde. Im Jahr darauf folgte nach weiteren Singles das Album Sacrificio. Danach gingen die Aktivitäten der Band zurück, bis Frontmann Vandelli, der bereits zuvor Soloprojekte begonnen hatte, Anfang der 80er-Jahre die Auflösung der Band ankündigte.
Schon wenige Jahre später schlossen sich Sogliani und Ceccarelli wieder zusammen und belebten Equipe 84 neu. Die Gruppe trat mit wechselnder Besetzung auf und veröffentlichte 1989 noch ein weiteres Album, Un amore vale l’altro. Sogliani gründete 1995 zusätzlich die Abspaltung Equipe Extra, starb jedoch noch im selben Jahr an einem Aneurysma, woraufhin Ceccarelli die Band allein fortführte. Maurizio Vandelli blieb ebenfalls musikalisch aktiv, kehrte jedoch nie zur Band zurück. Mit dem Tod Ceccarellis 2012 war Equipe 84 zu Ende.

## Diskografie

### Alben
| Jahr | Titel                    | Höchstplatzierung, Gesamtwochen/‑monate, AuszeichnungChartsChartplatzierungen (Jahr, Titel, Platzierungen, Wochen/Monate, Auszeichnungen, Anmerkungen) | Anmerkungen               |
| Jahr | Titel                    | IT | Anmerkungen               |
| ---- | ------------------------ | --- | ------------------------- |
| 1966 | Io ho in mente te        | IT3 (6 Mt.)IT | Dischi Ricordi, MRL 6053  |
| 1970 | ID                       | IT20 (1 Wo.)IT | Dischi Ricordi, SMRL 6072 |
| 2001 | I miti musica: Equipe 84 | IT38 (6 Wo.)IT | Kompilation               |

- Equipe 84 (1965; Vedette, VPA 8051)
- Stereoequipe (1968; Ricordi, SMRL 6060)
- Casa mia (1971; als Nuova Equipe 84; Ricordi, SMRL 6086)
- Dr. Jekyll e Mr. Hyde (1973; Ariston Records, Ar 12107)
- Sacrificio (1974; Ariston Records, Ar 12134)
- Un amore vale l’altro (1989; Rose Rosse, ROSE 5031)

### Singles
| Jahr | Titel Album                        | Höchstplatzierung, Gesamtwochen, AuszeichnungChartsChartplatzierungen (Jahr, Titel, Album, Platzierungen, Wochen, Auszeichnungen, Anmerkungen, Release) | Anmerkungen                                                                       | Release             |
| Jahr | Titel Album                        | IT | Anmerkungen                                                                       | Release             |
| ---- | ---------------------------------- | --- | --------------------------------------------------------------------------------- | ------------------- |
| 1966 | Resta Io ho in mente te            | IT2 (16 Wo.)IT | Original von Maurice Williams & the Zodiacs B-Seite von Io ho in mente te         | Ricordi, SRL 10-418 |
| 1966 | Io ho in mente te                  | IT2 (11 Wo.)IT | Original You Were on My Mind von Barry McGuire                                    | Ricordi, SRL 10-418 |
| 1966 | Bang Bang Io ho in mente te        | IT2 (19 Wo.)IT | Original von Sonny Bono B-Seite: Auschwitz                                        | Ricordi, SRL 10-438 |
| 1967 | 29 settembre Stereoequipe          | IT1 (24 Wo.)IT | B-Seite: È dall’amore che nasce l’uomo                                            | Ricordi, SRL 10-452 |
| 1967 | Nel cuore, nell’anima Stereoequipe | IT2 (7 Wo.)IT | B-Seite: Ladro                                                                    | Ricordi, SRL 10.475 |
| 1967 | Un anno Stereoequipe               | IT20 (1 Wo.)IT | Original No Face, No Name, No Number von Traffic B-Seite: Nel ristorante di Alice | Ricordi, SRL 10.500 |
| 1967 | Un angelo blu Stereoequipe         | IT4 (17 Wo.)IT | Original I Can’t Let Maggie Go von Honeybus B-Seite: Nella terra dei sogni        | Ricordi, SRL 10.510 |
| 1969 | Tutta mia la città                 | IT1 (18 Wo.)IT | Original Blackberry Way von The Move B-Seite: Cominciava così                     | Ricordi, SRL 10.534 |
| 1969 | Pomeriggio: ore 6                  | IT8 (9 Wo.)IT | B-Seite: E poi…                                                                   | Ricordi, SRL 10.555 |
| 1971 | 4 marzo 1943 Casa mia              | IT17 (5 Wo.)IT | B-Seite: Padre e figlio                                                           | Ricordi, SRL 10.620 |
| 1971 | Casa mia                           | IT6 (18 Wo.)IT | als Nuova Equipe 84 B-Seite: Buffa                                                | Ricordi, SRL 10.635 |
| 1971 | Una giornata al mare               | IT17 (3 Wo.)IT | als Nuova Equipe 84 B-Seite: Quel giorno                                          | Ricordi, SRL 10.655 |
| 1973 | Diario Dr. Jekyll e Mr. Hyde       | IT10 (15 Wo.)IT | B-Seite: Senza senso                                                              | Ariston, AR 0591    |

Weitere Singles
- Liberi d’amare / Canarino va (1964; Caravel, BRC 4006)
- Papà e mammà / Quel che ti ho dato (1964; Vedette, VVN 33081)
- Ora puoi tornare / Prima di cominciare (1965; Vedette, VVN 33090)
- Notte senza fine / Se credi a quello che… (1965; Vedette, VVN 33097)
- La fine del libro / Cominciamo a suonare le chitarre (1965; Vedette, VVN 33101)
- Sei già di un altro / La den da da (1965; Vedette, VVN 33104)
- Un giorno tu mi cercherai / L’antisociale (1966; Vedette, VVN 33105)
- Mi fa bene / Goodbye My Love (1966; Vedette, VVN 33112)
- Il sapone, la pistola, la chitarra e altre meraviglie / Devo andare (1970; Ricordi, SRL 10.586)
- Pullman / Non si può (1971; Ricordi, SRL 10.677)
- Clinica Fior di Loto S.p.a. / Meglio (1973; Ariston, AR 0616)
- Mercante senza fiori / Sigaretta e via (1974; Ariston, AR 0628)
- Risvegliarsi un mattino / Se c’è (1974; Ariston, AR 0643)
- Sogni senza fine / Meditazione (1975; Ariston, AR 0682)
- Vai, amore vai / Signor playboy (1975; Ariston, AR 0719)
- Opera d’amore / Anguilla rock (1977; Ariston, AR 0785)
- La lunga linea retta / Rosa (1989; Rose Rosse, ROSE 4041)

## Belege
1. ↑  Equipe 84, biografia. In: Albo d’Oro. Musica e dischi, abgerufen am 5. Juli 2017 (italienisch, kostenpflichtiger Abonnement-Zugang).
2. ↑  Massimo Cotto: Il grande libro del rock (e non solo): Musica per tutti i giorni dell’anno. Rizzoli, Mailand 2011, ISBN 978-88-586-1578-2, 30 marzo.
3. ↑  Chartquellen (Alben):
  - Guido Racca: M&D Borsa Album 1964-2019. Selbstverlag, 2019, ISBN 978-1-09-470500-2, S. 166 (IT bis 1995).
  - Guido Racca & Chartitalia: Top 100 FIMI Album. Lulu, 2013, S. 106 (IT 1995–2012).
4. ↑  M&D-Chartarchiv. Musica e dischi, abgerufen am 10. März 2016 (italienisch, kostenpflichtiger Abonnement-Zugang; IT bis 1995).